# Hodógrafa

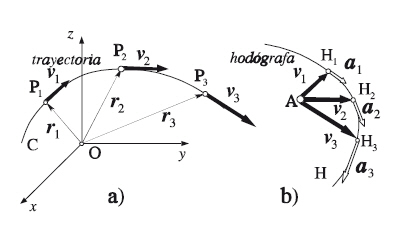
Hodódrafa del movimiento.

Una hodógrafa es el lugar geométrico del plano o del espacio determinado por los extremos de los vectores (e.g. velocidad) de un punto que recorre una trayectoria cualquiera, trasladados a un origen común.
Para dibujar la hodógrafa de un movimiento se toma en un punto arbitrario A, que puede coincidir con el origen de coordenadas, un vector equipolente (vector que tiene el mismo módulo, dirección y línea de acción paralela, pero distinto punto de aplicación) a la velocidad del móvil. Se repite esta misma operación para el vector velocidad en las sucesivas posiciones que va ocupando el móvil en su trayectoria. El lugar geométrico de los extremos de los vectores equipolentes es la hodógrafa del movimiento. Mientras el móvil P recorre su trayectoria, el extremo H del vector equipolente a su velocidad instantánea recorre la hodógrafa.
Comparando la hodógrafa (figura a la derecha) con la trayectoria (figura a la izquierda) es fácil comprender que la derivada de la velocidad con respecto al tiempo, esto es, la aceleración, será un vector tangente a la hodógrafa y que la celeridad del punto figurativo H sobre la hodógrafa será igual al módulo de la aceleración.
Si la velocidad es constante en módulo y dirección, la hodógrafa queda reducida a un punto; si sólo es constante en módulo, la hodógrafa es una curva situada sobre una superficie esférica de radio igual al módulo de la velocidad.